# Pisary (Międzylesie)

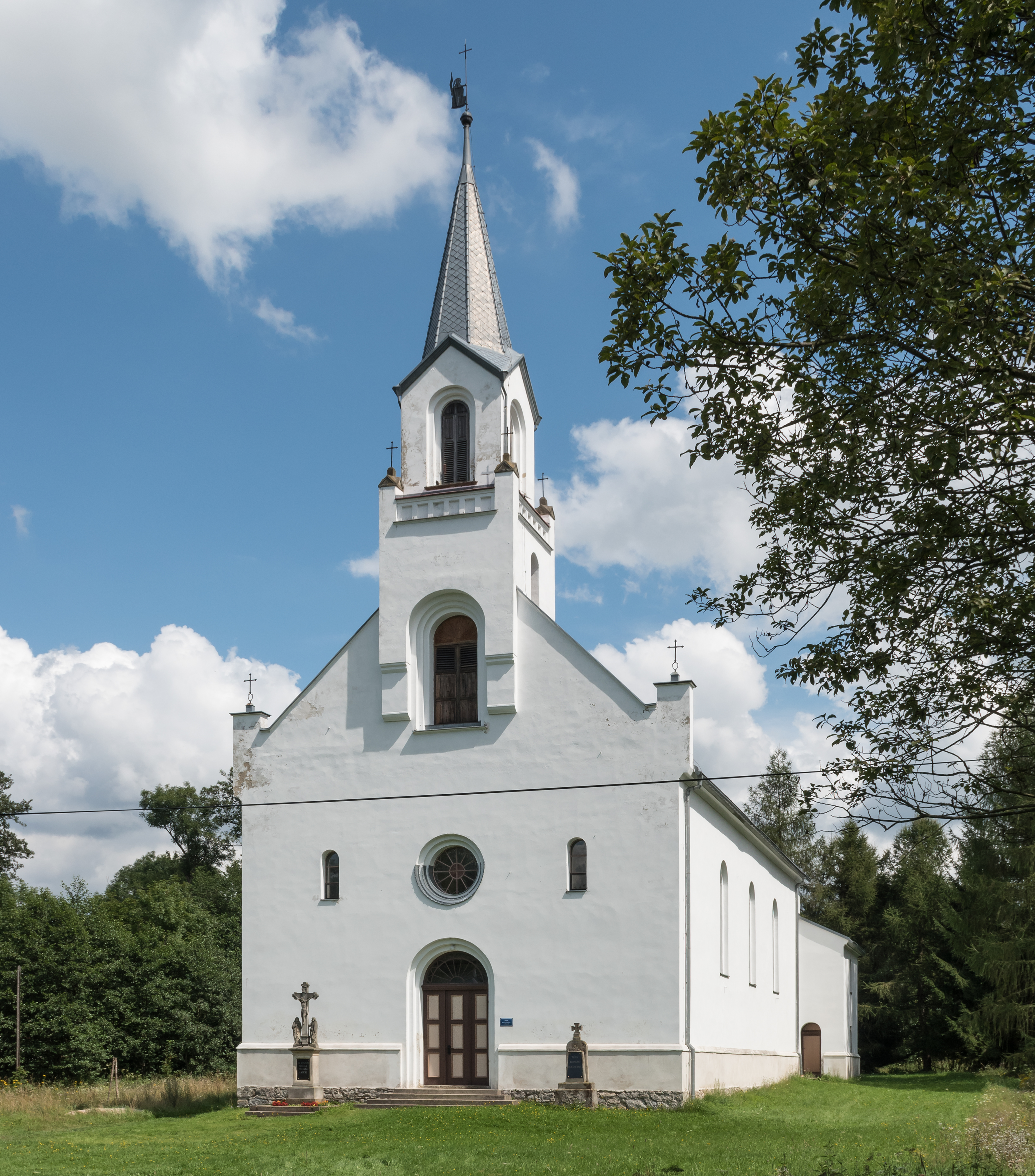
St.-Wenzel-Kirche (2017)

Pisary (deutsch: Schreibendorf) ist ein Ort in der Stadt- und Landgemeinde Międzylesie im Powiat Kłodzki der Woiwodschaft Niederschlesien in Polen. Es liegt vier Kilometer südöstlich von Międzylesie (Mittelwalde).

## Geographie
Pisary liegt im äußersten Süden des Glatzer Kessels an der oberen Glatzer Neiße im Glatzer Schneegebirge. Nachbarorte sind Szklarnia (Gläsendorf) im Norden, Potoczek (Neißbach) im Nordosten, Boboszów (Bobischau) im Südwesten und Smreczyna (Schönau b. Mittelwalde) sowie Dolnik (Schönthal) im Nordwesten. Jenseits der Grenze zu Tschechien, die östlich verläuft, liegen die Orte Dolní und Horní Morava (Nieder- und Obermohrau) sowie Horní Lipka und Heřmanice (Oberlipka und Herrnsdorf).

## Geschichte
Schreibendorf wurde vermutlich im 14. Jahrhundert gegründet. Es gehörte zum Habelschwerdter Distrikt im Glatzer Land, mit dem es die Geschichte seiner politischen und kirchlichen Zugehörigkeit teilte. Nachdem es 1428 von den Hussiten zerstört worden war, wurde es ab 1524 von den Grundherren der Herrschaft Mittelwalde, zu der es untertan war, wieder errichtet. Kirchlich gehörte es zur Pfarrkirche Corpus Christi in Mittelwalde.
Nach dem Ersten Schlesischen Krieg 1742 und endgültig mit dem Hubertusburger Frieden 1763 fiel Schreibendorf zusammen mit der Grafschaft Glatz 1763 an Preußen. Mit dem Oktoberedikt wurde 1807 die Untertänigkeit aufgehoben. Nach der Neugliederung Preußens gehörte Schreibendorf ab 1815 zur Provinz Schlesien und war zunächst dem Landkreis Glatz eingegliedert. 1818 erfolgte die Umgliederung in den Landkreis Habelschwerdt, mit dem es bis 1945 verbunden blieb. Bei einem Hochwasser 1827 fanden 82 Menschen den Tod, und 60 Häuser wurden zerstört. Seit 1874 war die Landgemeinde Schreibendorf dem Amtsbezirk Mittelwalde eingegliedert, zu dem auch die Landgemeinden Bobischau, Grenzendorf, Herzogswalde, Rothflössel, Schönau b. Mittelwalde, Schönthal und Steinbach gehörten. 1939 wurden 477 Einwohner gezählt.
Als Folge des Zweiten Weltkriegs fiel Schreibendorf 1945 wie fast ganz Schlesien an Polen und wurde in Pisary umbenannt. Die deutsche Bevölkerung wurde vertrieben. Die neu angesiedelten Bewohner waren teilweise Zwangsumgesiedelte aus Ostpolen, das an die Sowjetunion gefallen war. Da viele von ihnen Pisary in den Nachkriegsjahren wieder verließen, ging die Einwohnerzahl deutlich zurück und zahlreiche Häuser verfielen. Von 1975 bis 1998 gehörte Pisary zur Woiwodschaft Wałbrzych (Waldenburg). Die Kirche von Pisary ist jetzt eine Filialkirche der Pfarrei Jodłów (Thanndorf).

## Sehenswürdigkeiten
Die St.-Wenzels-Kirche wurde 1859 an der Stelle einer früheren Holzkirche als Begräbniskirche im neuromanischen Stil errichtet und im Innern stilgleich ausgestattet.